# Petumbukan
Petumbukan is een bestuurslaag in het regentschap Deli Serdang van de provincie Noord-Sumatra, Indonesië. Petumbukan telt 2254 inwoners (volkstelling 2010).